# Vera Rubin
Vera Cooper Rubin (Filadèlfia, EUA, 23 de juliol de 1928 — Princeton, New Jersey, 25 de desembre de 2016) fou una astrònoma estatunidenca, pionera en l'estudi de les corbes de rotació galàctiques. El seu descobriment de les denominades «corbes planes de rotació» és la prova més directa i robusta de l'existència de la matèria fosca.

## Biografia
Rubin naixé a Filadèlfia i als deu anys es traslladà amb la seva família a Washington DC on desenvolupà un gran interès per l'astronomia. Son pare, un enginyer elèctric nascut a Vílnius, Lituània, de nom Pesach Kobchefski que el canvià per Philip Cooper, l'animà a seguir amb la seva passió, ajudant-la a construir un telescopi i acompanyant-la a les reunions dels astrònoms afeccionats.
Després d'obtenir el seu títol de Bachelor of Arts al Vassar College de l'Estat de Nova York el 1948, intentà inscriure's a la Universitat de Princeton, però no fou acceptada perquè fins al 1975 no permeté dones en el programa d'estudis graduats d'astronomia. Com a alternativa anà a la Universitat Cornell, també de l'estat de Nova York, on estudià un màster de Física, que completà el 1951, amb professors com Philip Morrison, Richard Feynman i Hans Bethe. El 1954 es doctorà a la Universitat de Georgetown, de Washington DC, sota la direcció de George Gamow, conegut per haver predit el fons còsmic de microones com una conseqüència del big-bang. En la dècada de 1950, Vera compaginà l'ensenyament i la investigació a la Universitat de Georgetown amb la seva vida familiar, ja que al llarg d'aquest període tingué els seus quatre fills.
Vera Rubin compta amb graus de doctor honoris causa de nombroses universitats, incloent Harvard i Yale. En els darrers anys de la seva vida Rubin fou astrònoma investigadora a la Carnegie Institution de Washington, membre de l'Acadèmia Nacional de Ciències dels Estats Units i de l'Acadèmia Pontifícia de les Ciències. Escriví en coautoria 114 articles de recerca i és l'autora del llibre Bright Galaxies Dark Matters (Masters of Modern Physics), AIP Press, 1996, ISBN 1-56396-231-4.

## Obra

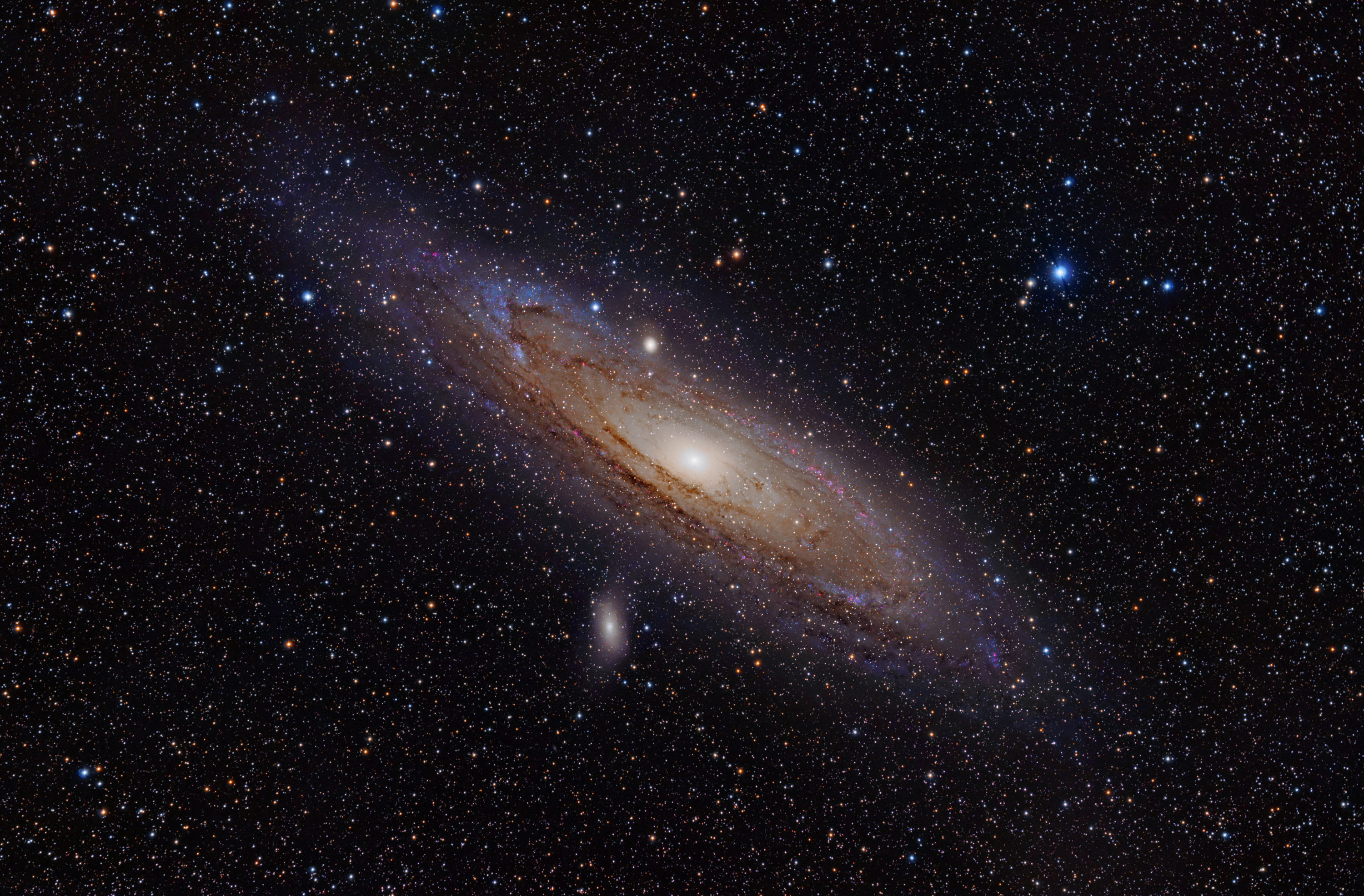
Gran galàxia d'Andròmeda

Amb la seva tesi doctoral, Vera Rubin cercava respondre la pregunta de si les galàxies estan distribuïdes uniformement a l'Univers. Per això, desenvolupà un mètode de descripció estadística de la distribució de galàxies i ho aplicà a un petit catàleg que formava part de la cartografia del cel (el primer de la seva espècie que s'estava fent a l'Observatori Lick, a Califòrnia). Observant que existia un alt índex d'agrupació en la distribució de les galàxies, conjecturà que aquestes es concentraven en certes zones deixant espais buits entre elles. Aquests resultats no despertaren cap interès en el moment de la seva publicació, però foren confirmats quinze anys més tard i ara constitueixen la base de l'estudi de l'estructura a gran escala de l'Univers. En aquest treball demostrà la seva atracció per la ciència sense lligams als paradigmes convencionals i deixà entreveure l'originalitat del seu pensament. Estudià el moviment sistèmic i la brillantor en les galàxies espirals, concloent que espirals de magnitud aparentment semblant i, per tant, situades a distàncies semblants, pareixen viatjar més ràpidament en una direcció que en d'altra. Aquest resultat, molt criticat en l'època, fou allò que suggerí a Gérard de Vaucouleurs per a desenvolupar la idees del supercúmul.
Posteriorment es traslladà a la Carnegie Institution for Science de Washington DC, on començà a col·laborar amb W. Kent Ford, Jr. (1931) el qual havia desenvolupat un espectrògraf molt sensible que permetia mesurar la velocitat de les estrelles en les galàxies espirals en funció de la seva distància al centre de la galàxia. Rubin ja s'havia interessat pel moviment intern del gas i les estrelles en les galàxies espirals durant la seva estada a la Universitat de Califòrnia, però no fou fins aquesta col·laboració en l'estudi de la rotació de les estrelles i del gas en els discs de galàxies espirals quan el treball assolí tot el seu significat. La primera galàxia que examinaren fou la Gran galàxia d'Andròmeda. D'ella agafaren mesures de com es movia el gas en el disc. Fins aquest moment es creia que la distribució de la massa d'una galàxia era la mateixa que la distribució de la llum emesa per les estrelles. En una galàxia espiral es troba una part central més lluminosa i un disc en el qual la seva lluminositat minva exponencialment cap a les parts exteriors. La part central, més brillant, conté la major part de la massa; per tant, les velocitats de rotació de les estrelles deurien ser més altes en el centre i diminuir a mesura que s'allunyen del centre de la galàxia. Però les observacions de Rubin indicaven que la velocitat no disminuïa, sinó que es mantenia més o manco constant. Al principi van pensar que seria una anomalia de la galàxia d'Andròmeda. Però, després d'analitzar molts més objectes, van concloure que era una característica comuna a totes les galàxies espirals, com seria el cas de la galàxia NGC 1300.
En els anys 1930 l'astrofísic suís Fritz Zwicky (1898-1974) indicà que faltava massa per poder explicar el moviment de les galàxies del cúmul de Coma i conclogué que deuria haver-hi matèria que no es veia. El seu treball no tingué repercussió en el seu moment i no es continuà aquesta línia d'investigació. A la reunió de la Societat Estatunidenca d'Astronomia de 1975, Vera Rubin i Ken Ford anunciaren a tota la comunitat científica que la meitat de la massa continguda en les galàxies espirals no era visible sinó que estava en forma de matèria fosca. Al principi, aquest resultat fou rebut amb escepticisme. Però, ràpidament aparegueren altres treballs que ho corroboraren. Des de 1978 Vera i el seu equip han observat més de 200 galàxies i han calculat que aproximadament el 90% de la matèria de l'Univers és matèria fosca, no visible, però detectable per l'efecte gravitacional que produeix.